# They Shoot Horses, Don't They?
 They Shoot Horses, Don't They? és una pel·lícula estatunidenca dirigida per Sydney Pollack, estrenada el 1969. El film està inspirat en una novel·la de Horace McCoy.

## Argument
L'acció se situa al començament dels anys 1930, a Califòrnia. Al mig de la Gran Depressió, hi ha pressa per participar en una de les nombroses maratons de dansa organitzades per tot el país per guanyar els premis importants que estan en joc. Robert i Gloria són uns dels concursants.

## Significat
Més enllà de l'anècdota, aquesta pel·lícula convida a una lectura de la nostra pròpia societat, per oposició amb l'infern que viuen els participants d'aquesta marató - privats de son i de temps de reflexionar, i sotmesos a proves cruels (on morirà un d'ells) - i la bellesa del paisatge i del sol llevant vistos de manera fugissera a l'exterior.
Sydney Pollack va indicar que havia donat una gran importància al personatge del presentador, símbol de tot el que Amèrica tenia de pitjor i de millor. Però s'hi pot veure també una reflexió sobre l'absurditat de la condició humana.

### Comentaris
Aquest text i aquesta pel·lícula atemporals, que no han perdut res de la seva força evocadora i provocadora, són al mateix temps un violent informe del somni americà i un al·legat emocionant del suïcidi assistit.
Tot el títol i el desenvolupament estan orientats cap a l'escena final del tret de gràcia reclamat per Gloria, esgotada i massa dèbil per a disparar-se un tret al cap. Dona l'arma a Robert que, a l'interrogatori dels policies, respon simplement: "Disparen als cavalls, oi?".
La pel·lícula va tenir un pressupost de 4,86 milions de dòlars i recaptà 12,6 milions a taquilla.

## Repartiment
- Jane Fonda: Gloria Beatty
- Michael Sarrazin: Robert
- Susannah York: Alice
- Gig Young: Rocky
- Red Buttons: Mariner
- Bonnie Bedelia: Ruby
- Michael Conrad: Rollo
- Bruce Dern: James
- Al Lewis: Turkey
- Robert Fields: Joel
- Severn Darden: Cecil
- Allyn Ann McLerie: Shirl
- Madge Kennedy: Mrs. Laydon
- Jacquelyn Hyde: Jackie
- Felice Orlandi: Mario

## Premis i nominacions

### Premis
- 1970. Oscar al millor actor secundari per Gig Young
- 1970. BAFTA a la millor actriu secundària per Susannah York
- 1970. Globus d'Or al millor actor secundari per Gig Young

### Nominacions
- 1970. Oscar a la millor actriu per Jane Fonda
- 1970. Oscar a la millor actriu secundària per Susannah York
- 1970. Oscar a la millor direcció artística per Harry Horner i Frank R. McKelvy
- 1970. Oscar al millor vestuari per Donfeld
- 1970. Oscar al millor director per Sydney Pollack
- 1970. Oscar al millor muntatge per Fredric Steinkamp
- 1970. Oscar a la millor banda sonora per Johnny Green i Albert Woodbury
- 1970. Oscar al millor guió adaptat per James Poe i Robert E. Thompson
- 1970. BAFTA a la millor actriu per Jane Fonda
- 1970. BAFTA al millor muntatge per Fredric Steinkamp
- 1970. BAFTA al millor guió per James Poe i Robert E. Thompson
- 1970. BAFTA al millor actor secundari per Gig Young
- 1970. BAFTA a la nova promesa per Michael Sarrazin
- 1970. Globus d'Or a la millor pel·lícula dramàtica
- 1970. Globus d'Or al millor director per Sydney Pollack
- 1970. Globus d'Or al millor actor secundari per Red Buttons
- 1970. Globus d'Or a la millor actriu dramàtica per Jane Fonda
- 1970. Globus d'Or a la millor actriu secundària per Susannah York